# Pfarrkirche Donaufeld

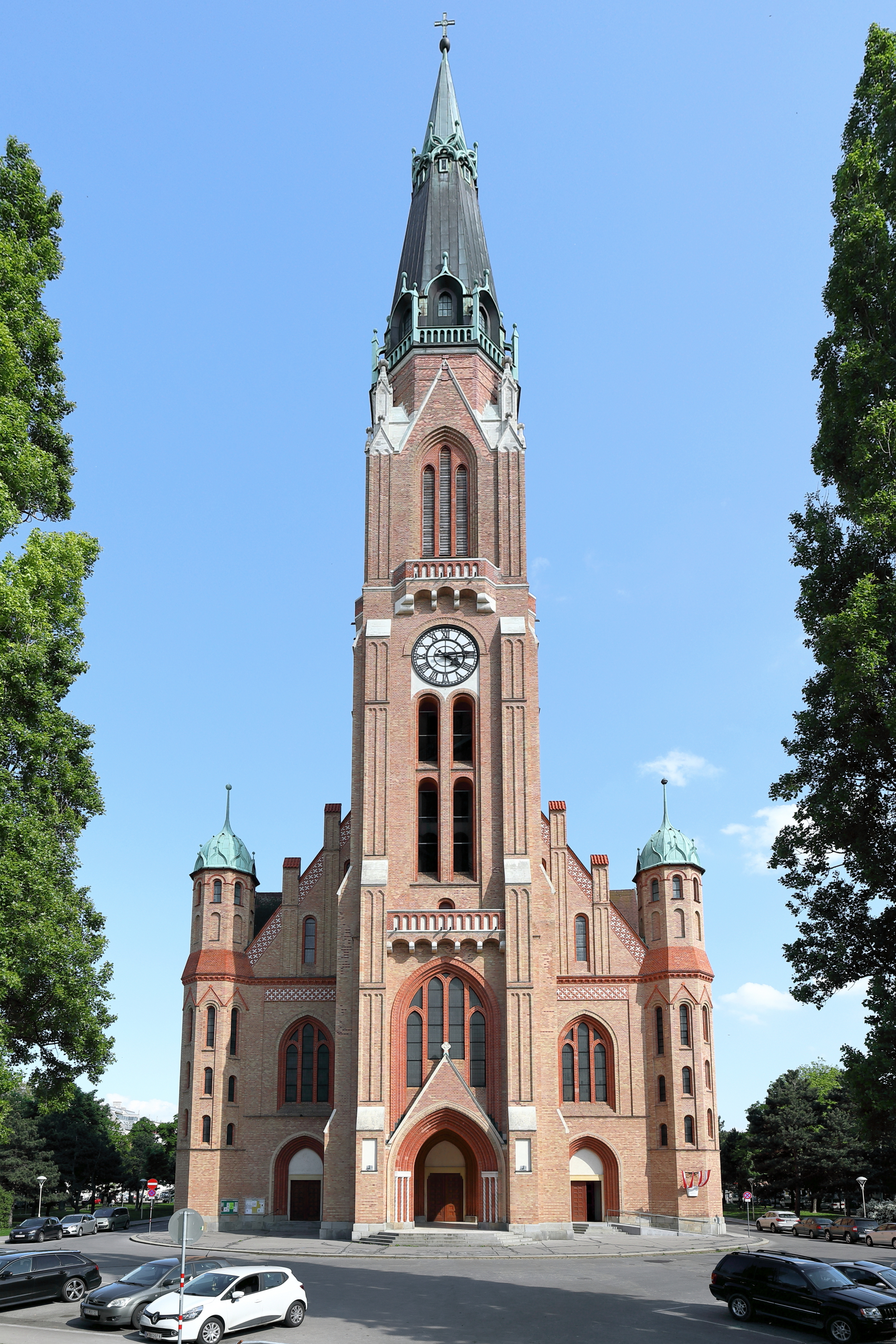
Katholische Pfarrkirche hl. Leopold in Wien-Donaufeld

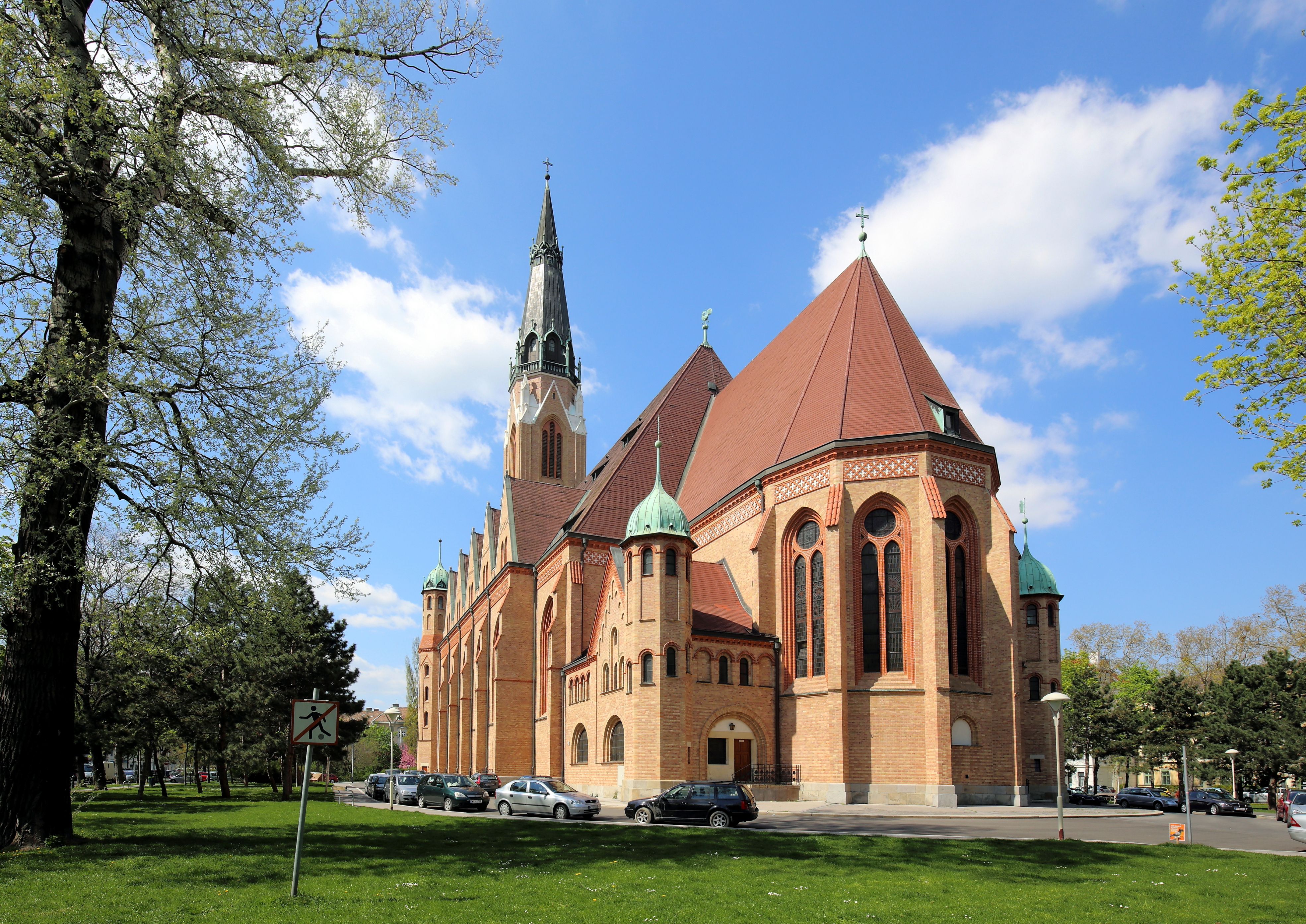
Südostansicht der Pfarrkirche

Die Pfarrkirche Donaufeld ist eine römisch-katholische Pfarrkirche im Bezirksteil Donaufeld des 21. Wiener Gemeindebezirks Floridsdorf. Die Pfarre liegt im Stadtdekanat 21 des zur Erzdiözese Wien gehörenden Vikariates Wien Stadt. Sie ist dem heiligen Leopold geweiht. Das Bauwerk steht unter Denkmalschutz.

## Geschichte
Die Donaufelder Pfarrkirche war ursprünglich als Bischofskirche einer neuen niederösterreichischen Diözese geplant. Das erklärt auch die gewaltigen Ausmaße dieser Pfarrkirche (In der Pfarre leben ca. 7.000 Katholiken). Doch die höhere Politik wollte es anders und die neue Diözese wurde nie gegründet. So kam Donaufeld zu seiner imposanten Pfarrkirche. Der nach den Plänen von Baurat Franz Ritter von Neumann errichtete neugotische Backsteinbau mit Jugendstil-Innenausstattung steht inmitten einer kleinen Parkanlage auf dem Kinzerplatz.
An der Grundsteinlegung am 6. Juni 1905 nahmen eine Reihe bedeutender Persönlichkeiten teil, an der Spitze Kaiser Franz Joseph I. mit dem damaligen Wiener Bürgermeister Karl Lueger. Des Weiteren waren Erzherzog Friedrich, Erzherzog Leopold Salvator und der Propst des Stiftes Klosterneuburg Bernhard Johannes Peitl anwesend. Der Grundstein ist heute in der Apsis links vor dem Hochaltar eingemauert.
Mit dem Bau der Kirche war ursprünglich Baurat Franz Ritter von Neumann beauftragt worden. Als dieser noch vor der Grundsteinlegung starb, leiteten die Architekten Karl Troll und Johann Stoppel den Bau streng nach den Plänen Neumanns.
Die feierliche Weihe führte am 8. Juni 1914 Fürsterzbischof Friedrich Kardinal Piffl durch. Von Seiten des Kaiserhauses nahm Erzherzog Peter Ferdinand daran teil. Der Schlussstein wurde gegenüber dem Grundstein eingemauert und mit einer Schmuckplatte versehen.
Als die Kirche bereits fertiggestellt war, mussten noch zwei Notausgänge errichtet werden, da nachträglich festgestellt wurde, dass bei einem Fassungsvermögen von 5.000 Personen zu wenige Ausgänge vorhanden waren.
Der Sakramentsaltar der Kirche stammt aus dem Akademischen Gymnasium und wurde erst 1940 aufgestellt. Da man aber der Meinung war, er störe das Jugendstil-Gesamtbild der Kirche, wollte man ihn wieder abtragen lassen. Nach Bekanntwerden der Kosten von damals 30.000 Schilling nahm man von einer Abtragung wieder Abstand. Der Sakramentsaltar befindet sich noch heute in der Kirche.

## Architektur

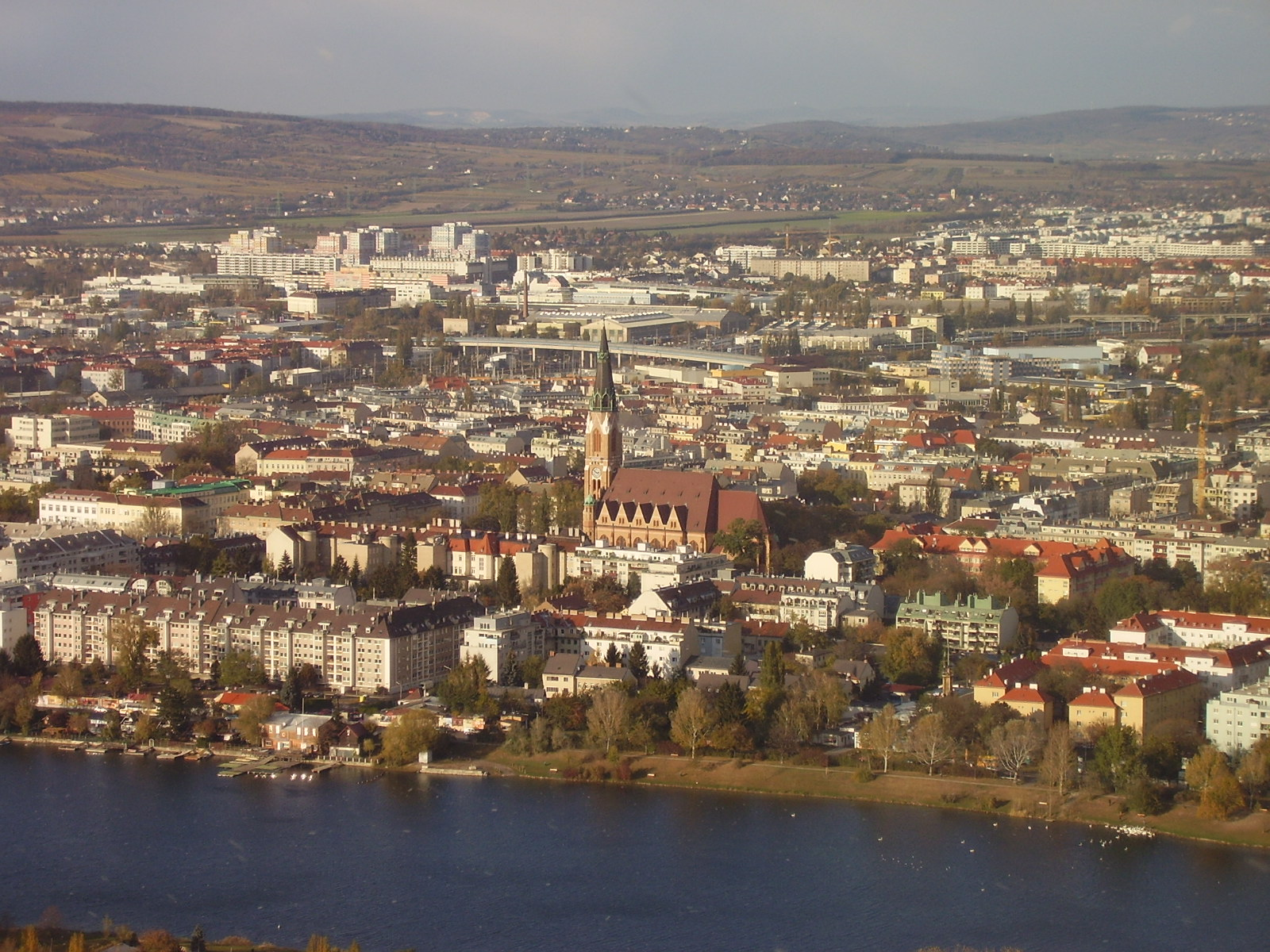
Blick vom Donauturm auf die Donaufelder Kirche

### Beschreibung
Die neugotische Hallenkirche aus Backstein hat ein Langhaus mit quer gestellten Giebeldächern über den Seitenschiffen und einem etwas niedrigeren eingezogenen Chor, der durch Strebepfeiler und zwei- bis vierbahnige Spitzbogenfenster gegliedert ist. Seitlich des Chores befinden sich zweigeschoßige Anbauten und überkuppelte Treppentürmchen. Die nordwestliche Giebelfront ist von überkuppelten Treppentürmchen flankiert; vorangestellt ist der mächtige Turm mit offener Vorhalle und achtkantigem Spitzhelm.

### Ausmaße
Die Kirche ist 35 m breit und 80 m lang; die lichte Höhe des Gewölbes beträgt 18 m. Der Kirchturm ist 96 m hoch und damit der dritthöchste Turm Wiens und der höchste Kirchturm Österreichs linksufrig der Donau. Sie ist auch die drittgrößte Kirche und besitzt den größten Holzdachstuhl Wiens. Sie bietet laut amtlichen Protokollen 5.000 Menschen Platz.

## Ausstattung

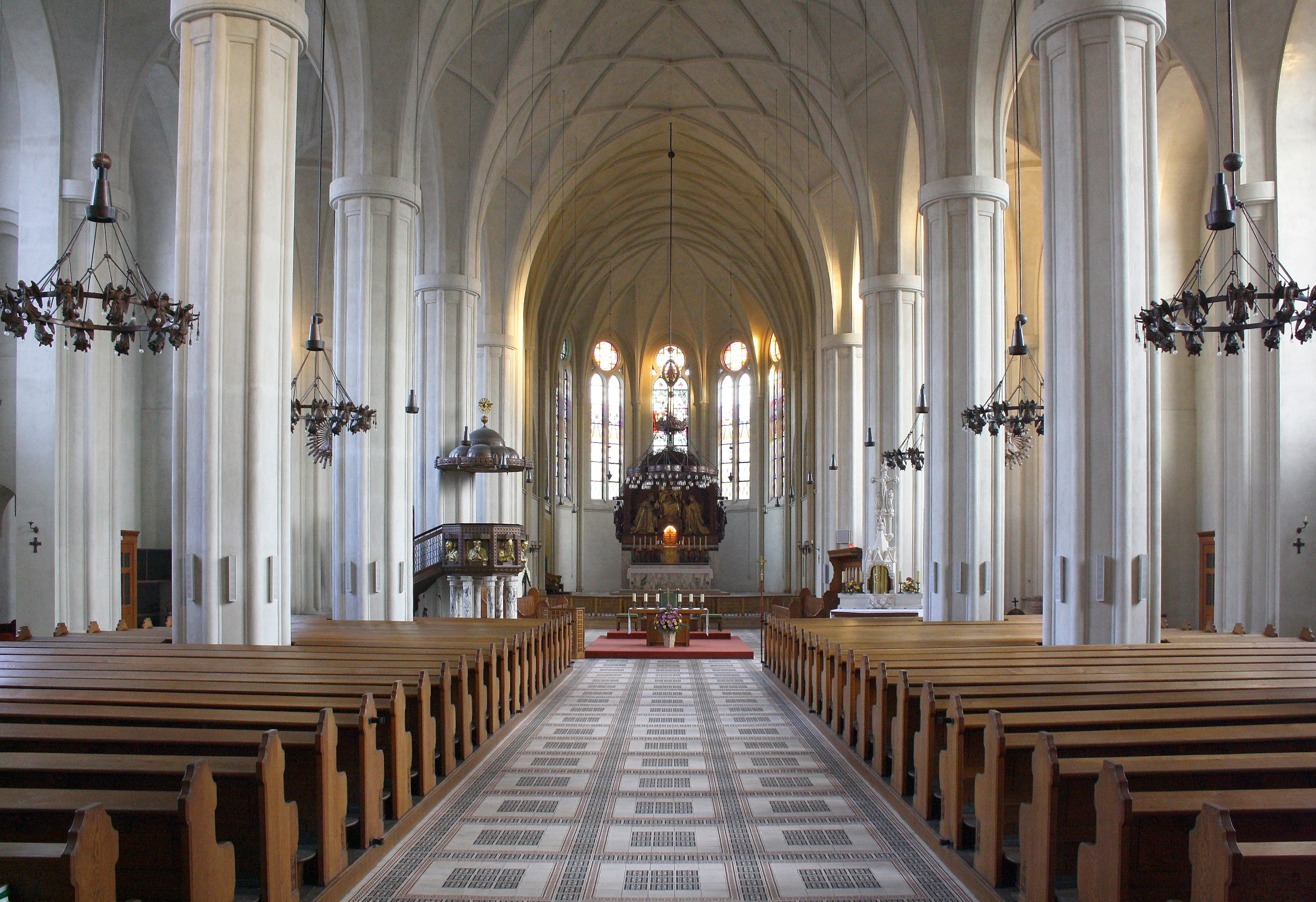
Innenansicht Richtung Altar der Donaufelder Kirche

Bei der Ausgestaltung des Inneren wurden besondere Akzente gesetzt. Der in Metalltreibarbeit hergestellte imposante Hochaltar nach einem Entwurf von Edmund Klotz ruht auf einem Marmorsockel und zeigt die Gruppe „Hl. Leopold und seine Gemahlin Agnes, kniend vor der Gottesmutter mit dem Jesuskind“. Die Pietà des linken Seitenaltars schuf Arthur Kaan. Von ihm stammen auch die Luster „Herz Jesu“ und „Herz Mariä“. Der rechte Seitenaltar stammt von dem Wiener Künstler Alexander Illitsch und zeigt „Die Heilige Familie auf der Flucht nach Ägypten“.
Vom kunsthistorischen Standpunkt aus ist das Innere der Kirche ein einzigartiges Jugendstil-Gesamtkunstwerk.

## Orgel

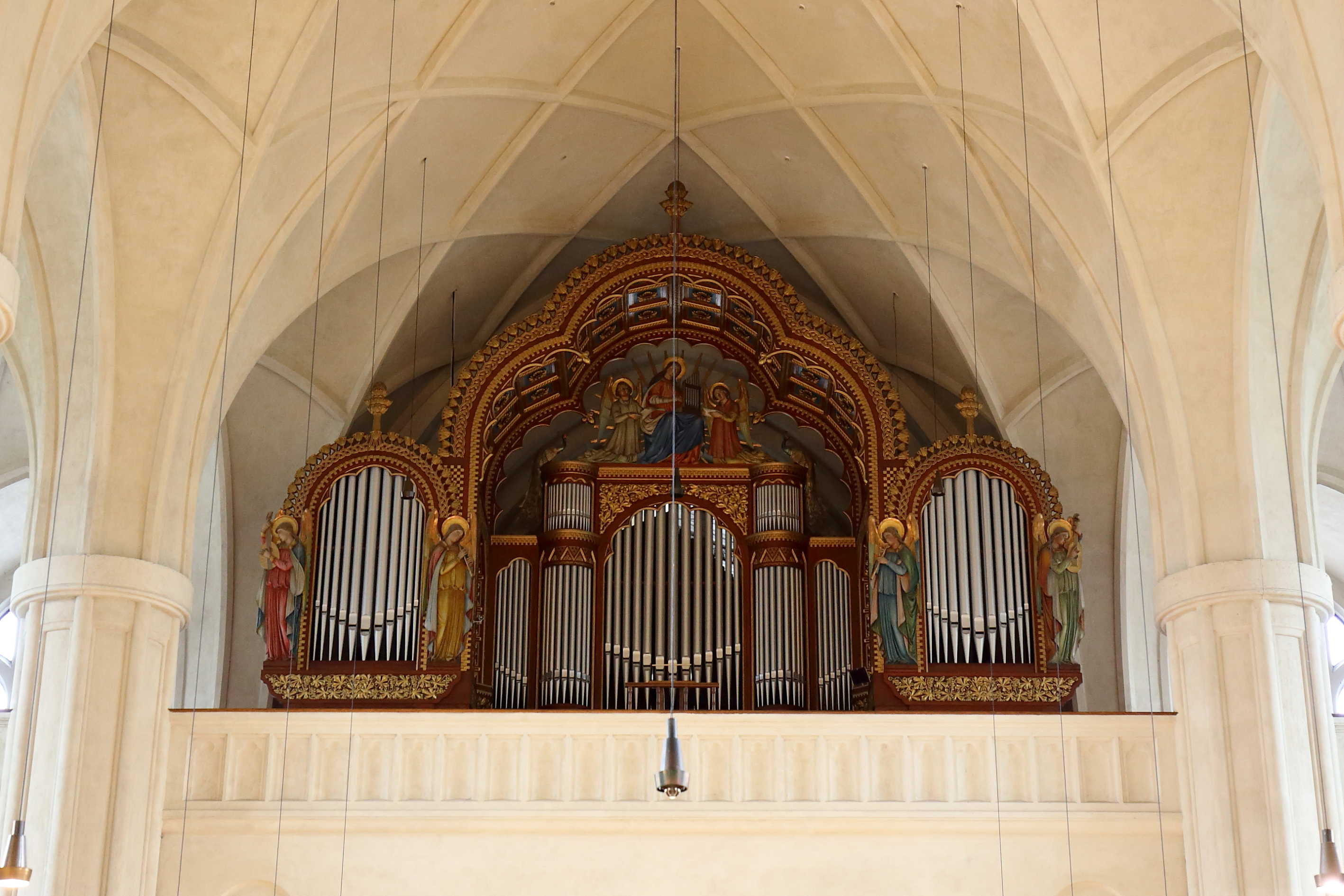
Die Franz-Josef-Swoboda-Orgel

Die Orgel der Donaufelder Pfarrkirche wurde 1910 von der Wiener Orgelbaufirma Franz Josef Swoboda gebaut und ist die größte noch spielbare im Originalzustand belassene Swoboda-Orgel. Sie zählt insgesamt 1.940 Pfeifen, die kleinste misst 10 cm, die größte 5,5 m. Die Orgel wurde klangmäßig nie verändert und wird als Klangdenkmal angesehen.
Den Prospekt der Orgel zieren reliefartige Plastiken und zeigen die Figurengruppe „Die hl. Cäcilia und zwei kniende Engel“.